# Carla Pavan
Carla Pavan, née le 5 avril 1975  est une skeletoneuse canadienne qui a commencé sa carrière en 2002. En décembre 2005, elle remporte son unique victoire en Coupe du monde à Igls.
Son meilleur résultat en Championnat du monde est une cinquième place à Saint-Moritz en 2007.